# Châtelaudren
Châtelaudren är en kommun i departementet Côtes-d'Armor i regionen Bretagne i nordvästra Frankrike. Kommunen ligger i kantonen Châtelaudren som tillhör arrondissementet Saint-Brieuc. År 2018 hade Châtelaudren 1 002 invånare.

## Befolkningsutveckling
Antalet invånare i kommunen Châtelaudren
Referens:INSEE